# Toonami
Toonami es un bloque de programación estadounidense que ha sido transmitido por Cartoon Network y Adult Swim, dedicada a emitir animaciones de acción y series de anime. Es transmitido aproximadamente desde las 12:00 am y termina a las 4 am. Fue lanzado por primera vez el 10 de marzo de 1997.
En su primera etapa, existió desde el 10 de marzo de 1997 hasta 27 de septiembre de 2008 como bloque dentro de Cartoon Network Estados Unidos. El 19 de mayo de 2012, Toonami regresó como una subsección dentro de la sección Adult Swim (todo lo que se emite en Toonami todavía tienen el logotipo [adult swim] sobreimpreso en una esquina), emitida por Cartoon Network. En esta segunda etapa, se emite los sábados a medianoche. 
Toonami se ha extendido a otras versiones del canal alrededor del mundo, tanto como bloque y como canal autónomo. Se ha transmitido en la señal de Cartoon Network Latinoamérica desde 2002 a 2007 de lunes a viernes de 5:00pm a 7:00pm (posteriormente movido a la medianoche) y desde 2020 a 2022 de lunes a viernes de 12:00am a 1:00am. También se ha emitido en Kids' WB (bloque infantil del canal The WB), Cartoon Newtork Australia y Cartoon Network Pakistán; como canal autónomo (que transmite las 24 horas), ha existido en Francia, Reino Unido, India y el Sudeste asiático.  
El bloque tiene de mascota a TOM un robot líder de la nave Absolution, con el tiempo la tripulación de la nave sumó a sidekicks, un robot con llamas pintadas llamado Flash, un robot de control verde llamado Two (T para más corto), S.A.R.A y un pequeño robot cuyo nombre no fue revelado pero cuyo cuerpo recordó a un Clyde 50. En 2007 la nave Absolution dejó de existir y todos los cortos sobre TOM y los demás se ubicaban en una base de un planeta selvático. 
En 2013, T.O.M tiene una nueva versión y sigue pilotando su nave Absolution, el personaje Sara volvió y su voz sigue siendo la misma pero dejó de ser humanoide y volviendo a ser como antes. Toonami tiene una nueva gráfica. La nueva versión de T.O.M es más pequeño comparado con encarnaciones previas. En 2014, Toonami estrena un nuevo look.
En el mes de diciembre de 2015, después de los eventos sucedidos en el Total Immersion Event "Intruder II", la nave Absolution explota y TOM ahora esta en el planeta Shogo 162 junto a una nueva Sara presentando Toonami desde una nueva base de operaciones, también con un nuevo look.

## Historia
Toonami hizo su debut como un bloque más del canal Cartoon Network el 17 de marzo de 1997, reemplazando a Power Zone, emitiéndose en horario vespertino. El personaje que presentaba dicho bloque era Moltar, un villano de la serie animada del Fantasma del Espacio, quien llegó al planeta Tierra con el fin de aventurarse y analizarla. Esta primera etapa se mantuvo desde sus inicios hasta el 9 de julio de 1999.
El 10 de junio de 1999, Cartoon Network relanzó Toonami con un nuevo entorno, el Ghost Planet Spaceship Absolution, un nuevo personaje llamado T.O.M, humanoide de aspecto simple tripulando la nave Spaceship junto con la compañera de inteligencia artificial SARA. Es el aspecto del bloque que se conserva hasta la actualidad, aunque transcurrieron varios cambios y hechos que afectaron de forma significativa tanto la programación como al bloque mismo.

### Eventos de inmersión total
Empezando en septiembre del 2000, Toonami presentó eventos interactivos especiales conocidos como Total Inmersión Events o TIEs. Estos TIEs tomaron lugar tanto al aire durante la emisión de Toonami como en línea en el sitio oficial de Toonami. El primer TIE, y según los fanes el más popular, fue El Intruso (The Intruder), que introdujo la compañía de TOM, una matriz de Inteligencia Artificial llamada SARA, quien jugó una parte integral en el renacimiento de TOM al mejorar este desde un personaje al estilo Bomberman a un aspecto más alto, más oscuro, más maduro y con una voz más imponente, y llamado por corto tiempo TOM 2.0, aunque fue el mismo TOM quien presentaba la programación del bloque.
Los siguientes dos TIEs, Lockdown y Trapped in Hyperspace, continuaron las aventuras de TOM y SARA, pero no presentaron mucha historia al respecto.
El TIE de septiembre de 2003 fue una diversión de las aventuras de TOM y SARA e introdujo nuevo universo 2D. Inmortal Grand Prix (IGPX), creado por los productores de Toonami Sean Akins y Jason DeMarco y producido por el estudio de anime Production I.G., fue emitido en cinco cortos y sirvieron como pilotos para la segunda serie original de Toonami, que fue emitida en noviembre del 2005.

### Toonami en Kids WB!
Desde julio del 2001 hasta junio del 2002, Kids WB! emitió un bloque Toonami que fue, más o menos, la programación del canal con el nombre de Toonami; no obstante, fue duramente criticado por observadores de la industria quienes notaron que la acción en este bloque no mostraron contenido apropiado, y que de hecho introdujo series como Scooby-Doo y una serie de acción real creada por el autor de Goosebumps R.L. Stine, The Nightmare Room. En la primavera del 2002, Kids WB! anunció que ellos eliminarían el nombre de Toonami de su programación habitual, haciendo así que Toonami y todos sus elementos relacionados fuesen exclusivo de Cartoon Network nuevamente.

### Toonami como bloque sabatino nocturno
El 17 de abril del 2004, Cartoon Network movió Toonami desde las tardes de lunes a viernes a las noches de cada sábado con una nueva audiencia de niños a adolescentes (aunque éstos ya eran parte de la audiencia del bloque) y añadiendo en el antiguo espacio horario del bloque una nueva franquicia televisiva de acción en tono sano llamado Miguzi (producido por Williams Street, la casa matriz de Cartoon Network que coordina la programación de Toonami y Adult Swim).
Toonami, a su vez, reemplazó el bloque llamado Saturday Video Entertainment System o SVES. Una buena razón para la movida del bloque desde los días hábiles a únicamente los sábados en la noche fue que algunas de las series en la programación antigua, como Yu Yu Hakusho, fueron muy violentas para un canal infantil como Cartoon Network (sin embargo, es de notar que el tratamiento de censura en esa y otras series fue más severo que en sus emisiones para Latinoamérica). La nueva programación de Toonami presentó series de anime como Naruto, One Piece, Bobobo-bo Bo-bobo, Zatch Bell, and Pokémon Chronicles, además del estreno de series de producción occidental como Teen Titans, Megas XLR e IGPX.
La programación actual de Toonami consiste de reestrenos de Pokémon y Yu-Gi-Oh! GX y nuevos episodios de Naruto, Bobobo-bo Bo-bobo, One Piece, MÄR y The Prince of Tennis, estos dos últimos estrenados por primera vez en Toonami Jetstream y etiquetados con clasificación TV-PG y TV-14.

### Estrenos de aniversario
En marzo del 2006, Toonami cumplió nueve años en Estados Unidos y por ello se estrenaron cuatro afamadas películas de anime, para ser exactos películas del director de cine japonés Hayao Miyazaki; Cartoon Network emitió las cuatro películas íntegras, para seguir la política del mangaka de que ninguna de sus obras debe ser editada ni alterada en ningún sentido. Las películas no podían ser otras sino El viaje de Chihiro, La princesa Mononoke, Howl no Ugoku Shiro y Nausicaä del Valle del Viento. Pese a la presentación óptima de las películas, hubo críticas debido a las largas y frecuentes propagandas durante la emisión de las mismas.
En marzo del 2007, con ya diez años de emisión en su país de origen, y además de su nueva imagen, estrenó más películas nuevas, aunque esta vez todas de producción occidental.

### Cancelación
El 20 de septiembre de 2008, en la convención Anime Weekend Atlanta en Atlanta, Georgia, Cartoon Network anunció que habían cancelado el bloque Toonami debido a las bajas en audiencia. Toonami transmitió su emisión final esa misma noche. El último programa que se transmitió en el bloque fue una repetición de Samurai Jack a las 10:30 PM. Los empleados que trabajaban en el bloque se mudaron a otras partes del canal, excepto Dennis Moloney, quien dejó Turner para trabajar para Disney. Toonami Jetstream, la plataforma de vídeo online del bloque, permaneció con el nombre "Toonami" hasta el 30 de enero de 2009. Al final de la última emisión de Toonami, T.O.M. 4 terminó el bloque con un breve y emotivo monólogo, musicalizado por la canción "Cascade" de Tycho.
El cierre de Toonami Jetstream en 2009 marcó el fin de la marca "Toonami", hasta el renacimiento del bloque en 2012 por parte de Adult Swim.

### Críticas
- Desde el punto de vista de muchos gran parte de las series de anime en el bloque se han echado a perder debido a las altas tasas de censura que tienen, caso de Sakura Card Captors (al presentar tan solo 39 episodios de los 70 y cambiarle el nombre a "Cardcaptors"), Yu Yu Hakusho o Saint Seiya (al ser removida toda la violencia gráfica, y en Saint Seiya hasta se cambió el color de sangre a azul), situación que no existió en sus versiones para Latinoamérica, esto es debido a las leyes de TV de Estados Unidos respecto a canales infantiles; actualmente se siguen transmitiendo series con censura, como las distribuidas por la compañía 4Kids Entertainment (en el caso de Pokémon y Yu-Gi-Oh!) o DiC Entertainment (en el caso de Sailor Moon y Saint Seiya). También se han transmitido series con la clasificación TV-PG, pero no siempre pasa lo mismo.

- Lo que fue el especial de "Giant Robot Week" (Semana del Robot Gigante) causó gran polémica al presentar los primeros dos episodios de Neon Genesis Evangelion a las 4 de la tarde, ya que estos presentaban contenidos inapropiados para un canal considerado infantil; este problema fue serio, ya que algunos televidentes creyeron que la serie mencionada ya no iba ser transmitida en ese país, pero un año después, en 2005, fue emitida completa en el bloque Adult Swim.

- En Estados Unidos, Toonami solo se emitía los sábados de 7 a 11 de la noche, debido a una situación similar al bloque en Latinoamérica cuando se emitía en la tarde; se transmitió entre semana durante siete años, pero fue mudado a los sábados desde 2004. El espacio que se emitió de lunes a viernes, ocupando el antiguo espacio horario de Toonami, fue Miguzi, otro bloque del canal. Miguzi se dejó de emitir en 2007.

- En Toonami Jetstream se presentó la serie Hikaru no Go, y por ello los fans pidieron la incorporación de la misma al canal. Sin embargo, los derechos para el país se encuentran en propiedad de ImaginAsian TV.

## April Fools' Day 2012 y anuncio de regreso
A la medianoche del 1 de abril de 2012, días después del aniversario 15 de Toonami, Adult Swim, por lo general cambia su programación a motivo del April Fools' Day, se inició la programación del bloque con The Room (hecho ocurrido en los últimos años). Pero de inmediato la escena cambia mostrando a TOM (en su tercera encarnación) a bordo de la nave Absolution, saludando a los televidentes y comentando que esto fue April Fools' Day, antes de la introducción al episodio de Bleach programado a emitirse esa semana. La programación y bumpers relacionados con Toonami continuó durante toda la noche, destacando a Dragon Ball Z, Mobile Suit Gundam Wing, Tenchi Muyō!, Outlaw Star, The Big O, YuYu Hakusho, Blue Submarine No. 6, Trigun, Astro Boy y Gigantor. TOM también presentó un review de Mass Effect 3 y publicitó los lanzamientos en DVD de las series que fueron transmitidas durante la programación por el April Fools' Day.
Al día siguiente, Adult Swim escribió un mensaje en su cuenta oficial de Twitter diciendo, "Want it back? Let us know. #BringBackToonami" (traduciéndose al español como: lo quieren devuelta? háganos saberlo. #traigandenuevotoonami). El 4 abril, Adult Swim dio seguimiento a este tweet 
```
con uno más diciendo, "
#BringBackToonami We've heard you. Thank you for your passion and intereses - stay tuned (#traigandenuevotoonami lo escuchamos. gracias por su pasión e interés - manténgase sintonizado
.)"
[
6
]
```

### Retorno
El 26 de mayo de 2012, el bloque regresó a la programación de Cartoon Network, en el mismo horario que Adult Swim, aunque emitiéndose solo los sábados semanalmente a partir de la medianoche hasta las 3:00 a.m, con una repetición del bloque de 3:00 a 6:00 a.m. Animes como Bleach y Fullmetal Alchemist: Brotherhood, emitidos originalmente en la franja de anime de Adult Swim, se mantuvieron en la programación.

#### 2012-2013: T.O.M. 3.5
Toonami hizo su regreso el 26 de mayo, transmitiéndose los días sábado con una alineación inicial que constó de los animes transmitidos en ese entonces por Adult Swim, junto con los estrenos de Deadman Wonderland y Casshern Sins. En esencia, el bloque revivido es muy similar al Midnight Run del original, con programación sin censura y con temas más maduros.
El 6 de octubre la duración del bloque se expandió a seis horas (en lugar de comenzar a repetir la programación a partir de las 3:00 a.m.) y el 6 de enero de 2013, Toonami introdujo un nuevo esquema de colores azul en sus publicidades y anuncios.
Durante la convención MomoCon 2013, se dieron a conocer nuevos diseños tanto para T.O.M. como para la nave Absolution, junto con el anuncio de que se cambiaría el diseño general del bloque en un futuro próximo.

#### 2013-2019: T.O.M. 5
El 27 de abril de 2013 Toonami estrenó una nueva apariencia, con el regreso de la conductora de apoyo SARA (ahora interpretada por Dana Swanson).
El 4 de enero de 2014 el bloque fue expandido por media hora, comenzando a las 11:30 p.m.
El 24 de enero de 2015,, Toonami perdió el horario de las 5:30 a.m., y a la semana siguiente el horario de las 5:00 a.m. El 7 de febrero, el bloque perdió el horario de las 11:30 p.m. debido a bajos ratings, así como también el bloque de las 3:00-5:00 a.m., pasando a tener una duración de tres horas y media, comenzando a la medianoche.
Intruder II, el primer evento de inmersión total desde el resurgimiento de Toonami en 2012, comenzó el 7 de noviembre y concluyó el 20 de diciembre de 2015 con Sonny Strait retomando su papel de Intruder y Steve Blum como TOM 5.
La conclusión de Intruder III en 2016 dio lugar a otra nueva imagen de Toonami.
A partir del 4 de julio de 2016 el bloque pasó a iniciar a las 11:30 p.m. y finalizar a las 3:00 a.m., manteniendo su duración. El 1 de octubre del mismo año, Toonami fue acortado en media hora, comenzando nuevamente a la medianoche. El 8 de octubre, Toonami recuperó el bloque de las 3:00-3:30 a.m., y el 7 de enero de 2017 el bloque de las 11:30 p.m.-12:00 a.m. El 11 de marzo, el bloque ganó el horario de las 11:00 p.m., con el estreno de la nueva temporada de Samurai Jack. El 9 de septiembre, Toonami recuperó el bloque de las 3:30-4:00 a.m.
Un quinto evento de inmersión total, titulado Countdown, tuvo una duración del 4 al 25 de noviembre de 2017. En este, después de pasar por una nebulosa desconocida, TOM fue enviado al futuro y SARA paso a hacerse cargo de la Vindication, mientras que su contraparte futura viaja al presente para destruir la nave y evitar que ella se vuelva malvada. El evento concluyó con TOM sufriendo rasguños y daños mínimos en su cuerpo.
El 2 de diciembre de 2017 Toonami empezó a transmitirse a partir de las 10:30 p.m.
En el Día de los Inocentes de 2018, Toonami fue completamente transmitido en japonés con subtítulos en inglés. El logotipo de Toonami también se cambió a japonés (estilizado como ト ウ ナ ミ). TOM fue interpretado por el actor Masa Kanome, y SARA fue interpretada por Fusako Shiotani.
El 18 de agosto del mismo año el bloque ganó media hora más de programación, comenzando a las 10:30 p.m., y el 29 de septiembre de 2018, Toonami se expandió a siete horas completas, de 9 p.m. a 4 a.m. El 13 de diciembre, se anunció que Toonami eliminaría Dragon Ball Z Kai y Samurai Jack de su alineación, reduciendo el bloque a 6 horas.
El 5 de enero de 2019 el bloque cambió su horario, comenzando a ser emitido a las 11 p.m. y finalizando a las 5 a.m. A partir del 24 de enero el bloque perdió una hora de programación, terminando a las 4 a.m.
El 13 de mayo de 2019 Adult Swim anunció que Toonami comenzaría su bloque treinta minutos antes, comenzando a las 10:30 p.m. y terminando a las 3:30 a.m. Los cambios comenzaron el 25 de mayo de 2019.
El 24 de mayo, en la MomoCon 2019, se anunció un nuevo evento de inmersión total, The Forge, que comenzó a transmitirse el 9 de noviembre de ese año.
El 27 de junio de 2019 se anunció que a partir del 6 de julio Toonami comenzaría su bloque a las 11:00 p.m. y terminaría a las 4:00 a.m. El 16 de agosto se anunció que Toonami ampliaría su programación con 30 minutos adicionales, finalizando a las 4:30 a.m.

#### 2019-presente: T.O.M. 6
A partir del 7 de diciembre TOM 6 comenzó a presentar el bloque, tras ser revelado en el episodio 5 del evento The Forge.
El 23 de enero de 2020 se anunció que Toonami reduciría la duración del bloque a cinco horas, ya que Fire Force estaba terminando su tanda de episodios; el bloque se comenzó a transmitir de 11:00 p.m. a 4:00 a.m.
El 6 de febrero se anunció que, con la finalización de la tanda de episodios de Dr. Stone, el bloque perdería otra hora y media, mientras que las reposiciones de The Promised Neverland y Attack on Titan también cesarían. Esto redujo la duración del bloque a tres horas y media, transmitiéndose de 11:30 p.m. a 3:00 a.m.
El 8 de abril se anunció que Toonami se reduciría a tres horas, con Sword Art Online: Alicization - War of Underworld terminando sus episodios. Los cambios comenzaron el 18 de abril, con el bloque iniciando sus transmisiones a la medianoche y finalizando a las 3:00 a.m.
El 4 de julio se emitió una maratón de cuatro horas de Dragon Ball Super, comenzando a la medianoche y finalizando a las 4:00 a.m. A partir del 11 de julio, Samurai Jack comenzó a emitirse a las 3:00 a.m., expandiendo la duración del bloque a tres horas y media.
El 15 y 22 de agosto Toonami emitió películas animadas de DC Comics en lugar de su programación habitual, debido a una colaboración entre el bloque y el evento DC FanDome.
El 29 de agosto el bloque regresó a su programación habitual, comenzando a la medianoche y finalizando a las 3:30 a.m. Ese mismo día el bloque estrenó Assassination Classroom, a las 1:00 a.m.

## Internacional

### América Latina
El bloque se transmitió en Latinoamérica del 2 de diciembre de 2002 hasta el 26 de marzo de 2007, aunque a diferencia del estaounidense, su término de transmisiones ocurrió sin previo aviso. 
El 18 de agosto de 2020, a través del portal de noticias del servicio de streaming Crunchyroll, se anunció el regreso de Toonami a las pantallas de Cartoon Network Latinoamérica a partir del 31 de agosto a la medianoche, con el bloque emitiéndose de lunes a viernes desde la medianoche hasta la 1:00 a. m., transmitiendo Dragon Ball Super a las 00:00 y Mob Psycho 100 a las 00:30, alternando con otras series del catálogo de Crunchyroll. Los contenidos se emiten primero en Cartoon Network, estrenándose en Crunchyroll aproximadamente 25:30 después.
El 30 de agosto de 2022, a un día de cumplirse dos años de su regreso a Latinoamérica, el bloque se emitiría por ultima vez, finalizando por segunda vez la “Era Toonami” en Cartoon Network Latinoamérica.

### Reino Unido
Toonami se estrenó en el Reino Unido el 8 de septiembre de 2003 en reemplazo del canal Cartoon NetworkX (CNX). En el Reino Unido su programación fue más flexible e independiente comparado con Estados Unidos, pero nunca llegó a tener la popularidad que tuvo el bloque en otras regiones.
Se dejó de emitir en ese país en mayo de 2007, cuando fue reemplazado por Cartoon Network Too.

### Australia
Se transmitió como bloque en el canal Cartoon Network en aquel país, de 2001 hasta 2006, emitiendo de manera comparativa a las otras versiones. Su programación en su mayoría fue de anime y series animadas de acción.

### Asia
Turner Broadcasting System Asia-Pacific anunció que lanzará el canal Toonami a principios del 2013 en todo el sudeste asiático. Aunque el canal fue lanzado antes en diciembre de 2012. Su programación es basada a series de acción y aventura, compuesta tanto de animación americana como japonesa.
El 12 de marzo de 2018, el canal anunció que cesaría sus transmisiones el 31 del mismo mes.

### Francia
El canal de televisión Toonami se lanzó el 11 de febrero de 2016. Finalizó sus tranmsisiones el 3 de Septiembre de 2023 y fue reemplazado por Warner TV Next operado por Warner Bros. Discovery France, y tiene presencia en Francia, Suiza, Marruecos, Madagascar y Mauricio.
Desde el 24 de julio de 2019, el canal emite el bloque Adult Swim diariamente entre las 23:00 y las 2:00 a.m.

### Taiwán
En Taiwán, es un bloque de programación para niños que se estrenó en Cartoon Network Taiwán el 9 de julio de 2016. Se transmite semanalmente los días sábado de 7:30 a 10:30 p. m. en chino mandarín.
La programación del bloque consiste principalmente en series de anime, incluyendo los estrenos en Taiwan de Dragon Ball Super, Xiaolin Chronicles y Kaitou Joker. 

### África
El 1 de junio de 2017 se lanzó el canal de televisión Toonami en África subsahariana. Estaba disponible en la plataforma de televisión por satélite Kwesé TV. Tras el cierre de Kwesé TV, Toonami finalizó sus transmisiones el 1 de noviembre de 2018.
El Toonami africano regresó el 27 de marzo de 2020 como un canal de televisión emergente en el servicio Dstv. A mediados de mayo de 2020 se relanzó como canal permanente en StarTimes (canal 306 satélite, 355 TDT).

### España
Toonami fue transmitido en España en Cartoon Network en 2003, con una página web propia incluida y ampliamente promocionada en el canal bajo el lema "Siente la emoción".
Sin embargo, no sería hasta el 3 de diciembre de 2020 que regresaría al país bajo servicio VOD (junto a Adult Swim) en la plataforma de pago Orange TV.

## Toonami Jetstream
Artículo principal: Toonami Jetstream
Cartoon Network de Estados Unidos, en conjunto con VIZ Media, crearon lo que se conoce como Toonami Jetstream. Es como los servicios que ofrece una de las webs que ofrece videos En línea YouTube; Toonami Jetstream ofrece la posibilidad de ver los episodios y videos de los animes de Toonami de Estados Unidos. Aunque también se puede tener otras varias opciones Toonami Jetstream siempre va contando con nuevo material para que los fanáticos disfruten de sus animes favoritos.

## Música y juegos en Toonami
En Estados Unidos Toonami siempre ha sido un refugio para la música teCartoon Networko/electrónica a lo largo de su historia, usando creaciones musicales originales por un compositor de Atlanta Joe Boyd Vigil de 1997 al 2002, muchos de los cuales fueron recopilados en el disco Toonami: Deep Space Bass en el 2001, que ahora está fuera de impresión. En el 2003, el DJ Clarknova tomó los éxitos de Toonami (viejos y nuevos) y los mezcló con efectos de sonido de los programas del Toonami actual y [adult swim]. Lo anterior resultó en una compilación de más de una hora de remixes de Toonami, llamada toonami Black Hole Megamix, pero por razones desconocidas nunca fue publicada. Sin embargo, el Megamix recientemente fue hospedada por Toonami Digital Arsenal, un popular sitio multimedia no oficial de Toonami. Del 2003 hasta la fecha, Toonami rigió en pistas originales y de librería de varios artistas de la casa disquera Ninja Tune. En raras ocasiones, videos de músicos como Daft Punk, The White Stripes y Gorillaz se exhibían en el bloque.
Infrecuentemente, Toonami también emite reseñas sobre videojuegos; cada reseña, conducida por TOM, es por lo general corto y se emite durante cortes comerciales. La calificación va del 1 (pobre juego) al 10 (extraordinario). Hasta el 2001 la escala era hasta el 5. Hasta la fecha solo un juego recibió un puntaje incógnito: Dropship: United Space Force para el PlayStation 2. TOM explicó que no tenía idea cómo calificar el juego, porque no era capaz de pasar el sexto nivel; al parecer perdía constantemente en ese nivel. En la sinopsis de Toonami Digital Arsenal sobre el anécdota se lee: "Un robot que pierde sus estribos en un juego de video. La ironía se nota".
Toonami: Deep Space Bass
Ignition (2:54)
Gundams Are on Earth (Gundam Wing) (2:44)
Anvil Snare Remix (Sailor Moon) (2:39)
Dragon (Dragonball Z) (2:18)
Information Leak (Gundam Wing) (2:39)
Arabic (Dragonball Z) (2:37)
D&B Remix (3:00)
Depthcharge (Blue Sub) (5:32)
Tension (Tenchi Muyo) (3:25)
Prayer (3:36)
Crashgroove (2:48)
Puff&Bass (2:39)
Darknight (2:32)
Starwind (Outlaw Star) (3:00)
Capslock (Ronin Warriors) (2:31)
Broken Promise (3:39)
Walking Stick (2:47)
Spacetime (6:24)

## Logotipos
|                                               |                                                                                     |                                                |                                                                                            |
| 17 de marzo de 1997 - 22 de enero de 1999     | 25 de enero de 1998 - 9 de julio de 1999                                            | 10 de julio de 1999 - 19 de febrero de 2000    | 21 de febrero de 2000 - 14 de marzo de 2003/ 18 de marzo de 2017 - 15 de abril de 2017     |
|                                               |                                                                                     |                                                |                                                                                            |
| 17 de marzo de 2003 - 16 de abril de 2004     | 17 de abril de 2004 - 10 de marzo de 2007/ 26 de mayo de 2012 - 20 de abril de 2013 | 17 de marzo de 2007 - 20 de septiembre de 2008 | 27 de abril de 2013 - 5 de abril de 2014/ 7 de noviembre de 2015 - 19 de diciembre de 2015 |
|                                               |                                                                                     |                                                |                                                                                            |
| 5 de abril de 2014 - 19 de diciembre de 2015  | 19 de diciembre de 2015 - 26 de noviembre de 2016                                   | 4 de diciembre de 2016 - 26 de mayo de 2018    | 2 de junio de 2018 - 14 de diciembre de 2019                                               |
|                                               |                                                                                     |                                                |                                                                                            |
| 21 de diciembre de 2019 - 13 de marzo de 2021 | 20 de marzo de 2021 - 2                                                             | 26 de marzo de 2022 - 25 de julio de 2025      | 26 de julio de 2025 - presente                                                             |